# Операция «Моисей»
Операция «Моисей» (Операция «Моше») (ивр. מִבְצָע מֹשֶׁה‎) — военная операция Израиля по эвакуации эфиопских евреев из Судана в Израиль, проведенная с осени 1984 по январь 1985 г.
Операция была названа в честь библейского Моисея (Моше-рабейну), символизируя о схожести исхода евреев из Эфиопии с Исходом из Египта.
В 1975 году Главный раввинат Израиля признал принадлежность эфиопских евреев к еврейскому народу, а в 1977 году было принято решение разрешить их репатриацию, и до 1984 в Израиль прибыли 8 тысяч репатриантов.
В 1983—1984, в результате гражданской войны в Эфиопии и голода после засухи 1983, тысячи эфиопских евреев (также называемых общиной «бета Израиль» или «фалаша») бежали пешком на север Эфиопии и в южный Судан. Тем не менее и в Судане они не были в безопасности. В 1983 г. Эфиопия провела операцию «Красная звезда» против Судана, основной целью которой было предотвратить бегство в Судан граждан Эфиопии, в том числе и фалашей.
Путь из Эфиопии в сборные пункты в Судане пролегал через горы и пустыни и занимал от нескольких недель до 3 месяцев. В результате «голода, тягот пути, разбоя, произвола местных властей» погибло около 4 тысяч эфиопских евреев.
Летом 1984 г. ситуация резко ухудшилась в связи с тем, что после успеха эритрейских повстанцев спецслужбы Эфиопии начали «резать фалашей, обвиняя их в своих неудачах и в сотрудничестве с эритрейскими сепаратистами. Бегство эфиопских евреев приобрело огромный масштаб». К этому времени в Израиле не было достаточно сил авиации для их эвакуации по уже ранее организованному воздушному мосту Хартум — Тель-Авив. В результате было принято решение с помощью Моссада и ВМС Израиля, тайно прибывших в Судан и Эфиопию, выводить группы фалашей к суданскому побережью Красного моря, а затем эвакуировать их на судах.
Морская часть операции началась 21 ноября 1984 и закончилась 5 января 1985. Согласно А. С. Поспелову:
- «2 ракетных катера типа „Решеф“ („Саар-4“) совершили беспримерный переход вокруг Африки из Средиземного в Красное море, дозаправляясь от танкеров (впервые в истории Израиля) только в море, без захода в иностранные порты. … В результате удалось организовать не только воздушный, но и морской мост, благодаря чему за месяц в Израиль эвакуировали почти 14000 фалашей, из них половину морским путём».
- «Операция „Моше“ обошлась без реального применения оружия, хотя именно к этому моряки, лётчики и разведчики Израиля были готовы».

В ходе операции из сборных пунктов на севере Эфиопии и юге Судана в Израиль были переправлены от 14 до 18 тысяч эфиопских евреев, около половины — морским путём, из них 1500 — дети и подростки, приехавшие без родных.
После того как информация об операции попала в СМИ, арабские страны потребовали от Судана прекратить воздушные перевозки, после чего Советский Союз и суданское правительство Нимейри выступили с резкими антиизраильскими выпадами, и операция была прекращена. Последние 800 репатриантов были доставлены в январе 1985 в Израиль с помощью Джорджа Буша (старшего), в то время вице-президента США, в рамках операции «Йехошуа».
Многие семьи остались разделенными ещё на 7 лет, и смогли воссоединиться только после потери Менгисту Хайле Мариам контроля над Эфиопией и проведения Израилем операции «Соломон», во время которой с 24 мая 1991 за 36 часов воздушным путём было эвакуировано более 14 тысяч репатриантов из Эфиопии.
В 2007 на горе Герцль в Иерусалиме воздвигнут монумент в память о 4 тысячах эфиопских евреев, погибших на пути из Эфиопии в Судан при попытке попасть в Израиль.

## В кинематографе
- 2005 г. — «Иди и живи» (Va, vis et deviens), реж. Раду Михайляну[9][10][11]
- 2007 г. — «Операция "Моисей"», документальный, реж. Раду Михайляну[10][12]
- 2019 г. — «Курорт для ныряльщиков на Красном море», реж. Гидеон Рафф.